# Fu Manchu
För rockgruppen, se Fu Manchu (musikgrupp).

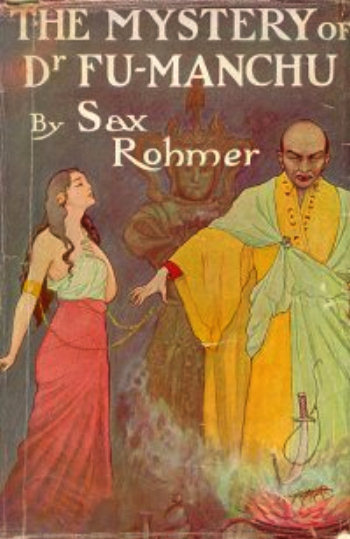
Omslag till boken The Mystery of Dr. Fu-Manchu, 1913.

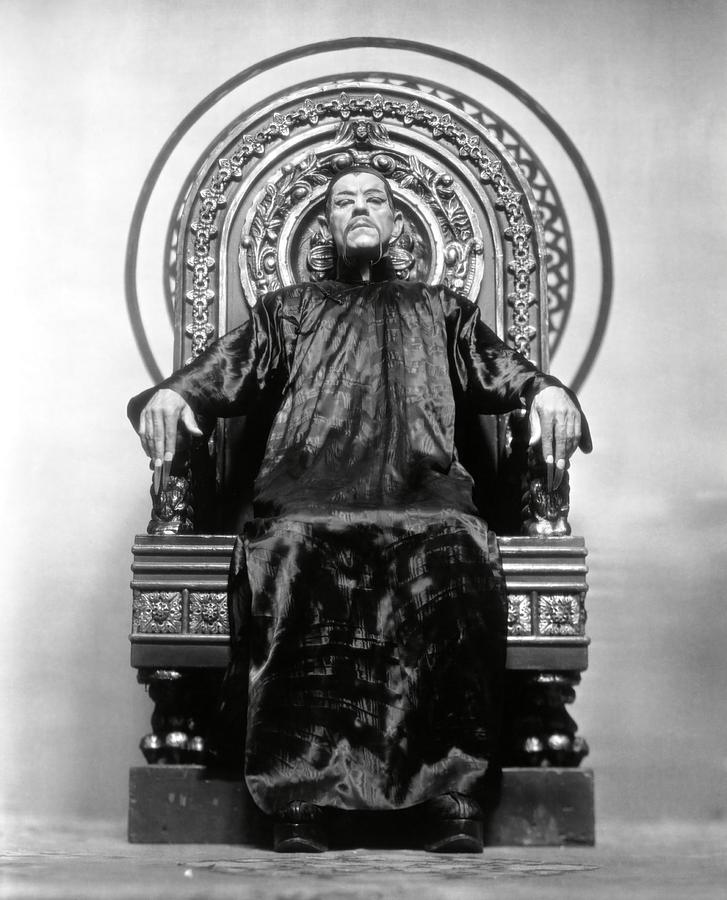
Boris Karloff som Fu Manchu 1932.

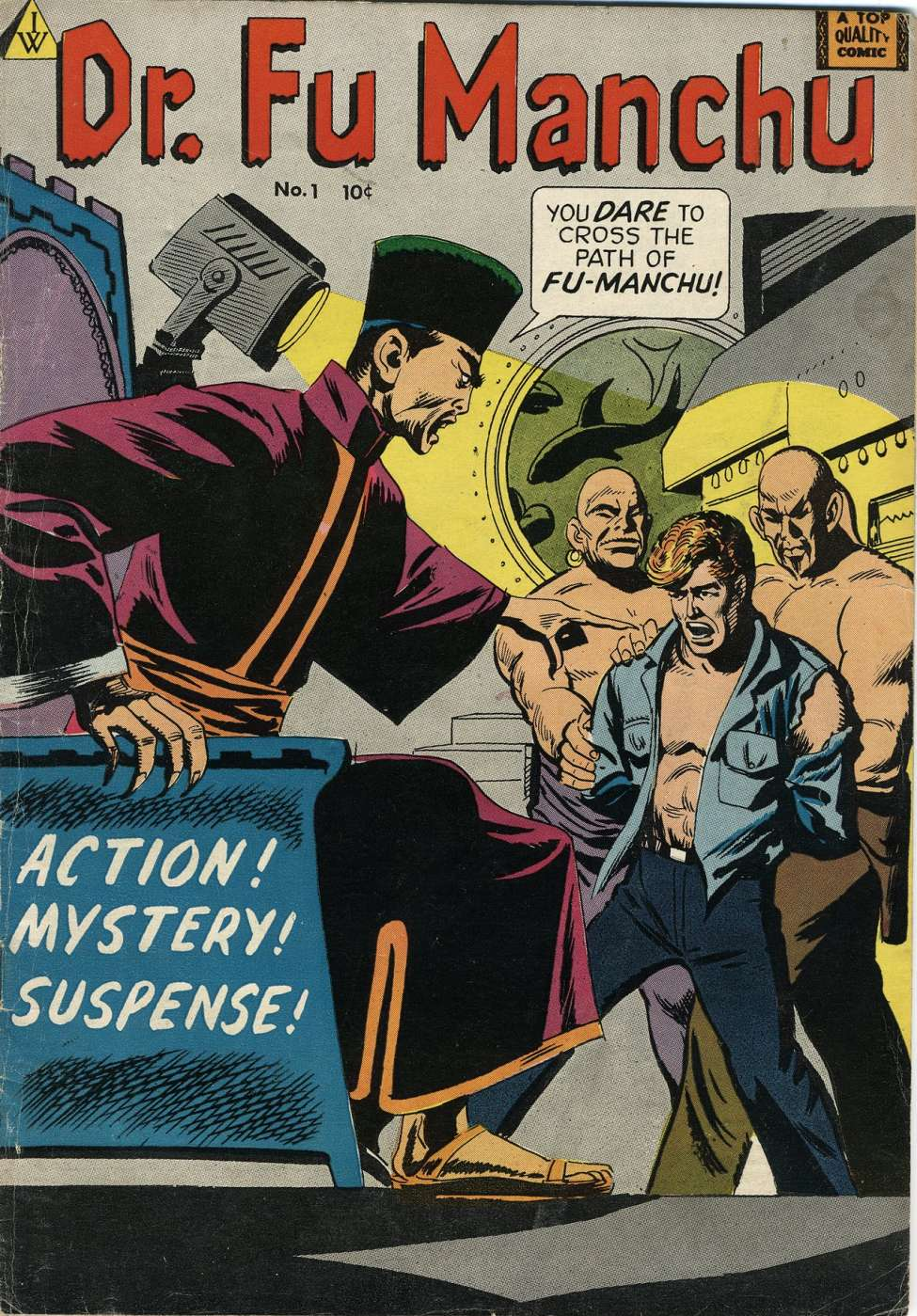
Omslag till serietidningen Dr. Fu Manchu, 1958.

Fu Manchu är en litterär figur skapad av den brittiske journalisten och författaren Sax Rohmer (pseudonym för Arthur Henry Sarsfield Ward, 1883–1959) som figurerar i ett tiotal kriminalhistorier publicerade från 1913 till 1959; därefter har andra författare skrivit ytterligare ett antal romaner om honom och han har som ett arketypiskt ont geni figurerat även i filmer, tv-serier, radiopjäser och tecknade serier.

## Fu Manchu
Fu Manchu, speciellt i de tidiga böckerna, är en till idealtyp stereotypiserad ond österlänning, lika vidskeplig som intelligent och ond. Han presenteras i de första böckerna som adlad av det manchuriska hovet men blir snart en agent för en triad, Si-Fan, som han något senare själv tagit ledningen över.
| ” | Imagine a person, tall, lean and feline, high-shouldered, with a brow like Shakespeare and a face like Satan, a close-shaven skull, and long, magnetic eyes of the true cat-green. Invest him with all the cruel cunning of an entire Eastern race, accumulated in one giant intellect, with all the resources of science past and present... Imagine that awful being, and you have a mental picture of Dr. Fu-Manchu, the yellow peril incarnate in one man. –The Insidious Dr. Fu Manchu | „ |

Till sin hjälp har Fu Manchu en rad hantlangare och agenter, vanligen indiska eller kinesiska, och en mängd mer eller mindre exotiska och inhumana metoder att ta kål på fiender eller åtminstone hjärntvätta dem på. Hans egen dotter, kallad Fah lo Suee (hennes riktiga namn avslöjas inte i böckerna) spelar en betydande roll framför allt i de senare böckerna där hon — lika ond som vacker — försöker bekämpa sin far för att själv kunna kontrollera Si-Fan.

## Denis Nayland Smith och Dr. Petrie
I böckerna bekämpas Fu Manchu av de Sherlock Holmes-doktor Watson-liknande Sir Denis Nayland Smith och Dr. Petrie. Analogt med böckerna om Sherlock Holmes är Nayland Smith det atletiska geniet och Dr. Petrie den som berättar historierna. Till skillnad från Holmes är dock Nayland Smith i högsta grad en del av etablissemanget och har som Commissioner officiell auktoritet att bestämma över poliser och andra myndighetsutövare.

## Utveckling och kulturellt inflytande
Efter andra världskrigets slut flyttade Rohmer till USA och med sig tog han Fu Manchu som i de senare böckerna smider sina onda planer även i den nya världen. Många filmer om Fu Manchu har gjorts, från stumfilmstiden och framåt, och filmrollen har spelats av bland andra Warner Oland, Boris Karloff och Christopher Lee. Även parodier har spelats in, bland annat med Peter Sellers i rollerna som både Fu Manchu och Nayland Smith.
Som stereotyp österländsk skurk har Fu Manchu inspirerat till många liknande figurer, och också varit ämnet för ett flertal studier av litterär rasism. Figuren har också gett sitt namn åt "Fu Manchu-mustasch", en mustasch som hänger ned vid sidan av mungiporna, i vissa fall ner under hakan.
Flera av böckerna om Fu Manchu finns i översättning till svenska, de flesta publicerade under 1920–1940-talet.